# 남수단의 국기

남수단의 국기 비율 1:2

2011년부터 2023년까지 쓰인 남수단의 국기

남수단의 국기는 제2차 수단 내전이 종식된 2005년에 제정되었으며 수단 인민 해방군의 기를 바탕으로 제정되었다. 2011년 남수단이 현재의 수단 남부권에서 분리독립하기 이전에는 수단의 국기를 사용하였는데 이슬람 성향이 짙은 영향 때문에 아프리카 토속 성향이 짙은 남수단의 이미지에 맞춰서 새로 제작되었다.
케냐의 국기와 유사한 디자인이며 검은색과 빨간색, 초록색은 범아프리카색이다. 검은색은 흑인을, 빨간색은 자유를 위해 흘린 피를, 초록색은 국토를, 두 개의 하얀색 선은 평화를 상징한다. 왼쪽의 하늘색 삼각형은 나일강, 노란색 별은 베들레헴의 별로 남수단의 단결을 상징한다. 남아프리카 공화국의 국기에 이어 국장이나 문양 없이 6가지 색 이상이 사용된 두 번째 국기이다.
2023년 8월 25일 남수단 정부는 하늘색 삼각형에 노란색 별이 기울어지지 않은 올바른 국기를 사용할 것을 권장했다.

## 색상
| 색상 | 검정            | 빨강                | 초록               | 하늘                | 노랑                 | 하양                  |
| ---- | --------------- | ------------------- | ------------------ | ------------------- | -------------------- | --------------------- |
| RGB  | 0–0–0 (#000000) | 226–32–40 (#E22028) | 0–145–76 (#00914C) | 0–182–242 (#00B6F2) | 255–229–26 (#FFE51A) | 255–255–255 (#FFFFFF) |

## 여러 가지 기

남수단의 대통령기
독립기념일 깃발

## 같이 보기
- 남수단의 국장
- 남수단의 국가